# Hertogdom Lijfland
Het Hertogdom Lijfland (Pools: Księstwo Inflanckie, Latijn: Ducatus Ultradunensis, Lets: Pārdaugavas hercogiste) was een onderdeel van het Grootvorstendom Litouwen en later van het Pools-Litouwse Gemenebest.
Na de opheffing van de Lijflandse Confederatie werd Lijfland onderverdeeld. Een deel werd het Hertogdom Koerland en Semgallen in het westen van Letland en een ander deel bleef Lijfland genaamd, dat in 1566 een hertogdom werd.
Door de Unie van Lublin viel het gebied vanaf 1566 onder de Poolse kroon. Officieel bleef Lijfland een condominium tussen Polen en Litouwen. In de praktijk was dit een personele unie dus de koning van Polen was ook grootvorst van Litouwen en hertog van Lijfland.
Jan Hieronimowicz Chodkiewicz werd de eerste gouverneur (1566-78).
Het hertogdom was onderverdeeld in de volgende woiwodschappen:
- Woiwodschap Dorpat
- Woiwodschap Pernawa
- Woiwodschap Wenden

Delen van het land werden veroverd door de Zweden in de Pools–Zweedse Oorlogen van 1600-1629. Dit werd pas officieel erkend in het Verdrag van Oliva in 1660. Het hertogdom bleef nu beperkt tot het oostelijke deel van het woiwodschap Wenden (inclusief het bisdom Pilten in Koerland). Dit werd nu het woiwodschap Lijfland, Inflanty in het Pools. Grotendeels viel dit samen met het huidige Letgallen, met in het oosten tot 1667 het gebied rond Krasnogorodsk inbegrepen.
Na de Eerste Poolse Deling in 1772 werd het hertogdom geannexeerd door het Russische keizerrijk van Catharina de Grote.